# Impatiens amabilis
Impatiens amabilis är en balsaminväxtart som beskrevs av Joseph Dalton Hooker. Impatiens amabilis ingår i släktet balsaminer, och familjen balsaminväxter. Inga underarter finns listade i Catalogue of Life.